# Belcodène
Belcodène är en kommun i departementet Bouches-du-Rhône i regionen Provence-Alpes-Côte d'Azur i sydöstra Frankrike. Kommunen ligger  i kantonen Roquevaire som ligger i arrondissementet Istres. År 2022 hade Belcodène 1 978 invånare.

## Befolkningsutveckling
Antalet invånare i kommunen Belcodène
Referens:INSEE